# Norbert Backmund
Norbert Backmund OPraem (geboren als Wilhelm Georg Konrad Backmund; * 23. September 1907 in Würzburg; † 1. Februar 1987 in Windberg) war ein deutscher Prämonstratenser und Ordenshistoriker.

## Leben
Der Vater Franz Backmund war Kunstmaler und Hofphotograph in Würzburg, die Mutter war Maria, geborene Knecht. Die Familie zog 1914 nach Partenkirchen in Oberbayern. Dort besuchte Wilhelm Georg Konrad Backmund die Realschule und anschließend das Benediktinergymnasium Ettal. Mit 14 Jahren konvertierte er vom evangelischen zum katholischen Glauben. 1926 legte er das Abitur am Neuen Realgymnasium in München ab.
Im selben Jahr trat er in das Kloster Windberg ein, das erst drei Jahre zuvor wiedererrichtet worden war. Am 15. September 1931 legte er dort die Feierliche Profess ab und nahm den Ordensnamen Norbert an, nach Norbert von Xanten. Am 15. August 1932 wurde er in der Mutterabtei Berne bei Heeswijk zum Priester geweiht.
Ab 1933 war Backmund als Kooperator in der Pfarrei Windberg tätig. Ab 1940 studierte er Geschichte im Benediktinerkloster Metten. 1941 wurde er zum Kriegsdienst einberufen, zuerst als Sanitäter, dann als Dolmetscher. Später (1944/45?) geriet er in Amerikanische Kriegsgefangenschaft in Hof und betreute dort seine deutschen Mitgefangenen als Seelsorger.
Im Oktober 1945 kehrte Backmund in das Kloster Windberg zurück. Dort widmete er sich intensiv der Erforschung der Ordensgeschichte und veröffentlichte von 1949 bis 1960 das dreibändige Monasticon Praemonstratense. Ab 1959 unterrichtete er seine Mitbrüder und Novizen in Windberg in der Geschichte des Ordens und ihres Klosters.
Von 1961 bis 1962 betreute Backmund außerdem spanische und italienische Gastarbeiter in Gelsenkirchen und Duisburg-Hamborn. Von 1963 an war er Offiziator und Religionslehrer im Franziskanerinnenkonvent im niederbayerischen Aiterhofen. Ab 1965 lebte er im Prämonstratenserstift Schlägel in Oberösterreich, wo er Ordensgeschichte unterrichtete.
Ab Ende 1966 studierte er Geschichte an der Universität München und promovierte dort 1970. Danach lebte er weiter im Kloster Windberg.
In der Bevölkerung war er auch  wegen seiner guten Pilzkenntnisse als Schwammerlpater geschätzt.
Am 4. Februar 1987 wurde Backmund im Konventgrab der Prämonstratenser auf dem Windberger Friedhof bestattet.

## Publizistisches Werk
Norbert Backmund verfasste das dreibändige Monasticon Praemonstratense, in dem er die Geschichte aller jemals bestehender Prämonstratenserniederlassungen detailliert aufschrieb. Dafür unternahm er zahlreiche Reisen zu Klöstern und in Archive. Außerdem verfasste er eine deutschsprachige Geschichte und weitere Darstellungen über den Prämonstratenserorden.

## Publikationen (Auswahl)

### Monographien
- Monasticon Praemonstratense, id est historia circariorum atque canoniarum candidi et canonici ordinis Praemonstratensis. Attenkofersche Buchdruckerei Straubing, in lateinischer Sprache
  - Band I. 1949/51; 2. Auflage 1983, Walter de Gruyter, Berlin, New York
  - Band II. 1952/55.
  - Band III. 1955/60.

- Die Chorherrenorden und ihre Stifte in Bayern. Augustinerchorherren, Prämonstratenser, Chorherren vom Hl. Geist, Antoniter. Neue-Presse-Verlag Passau 1966
- Hellseher schauen die Zukunft. Eine kritische Studie. Windberg 1961. 2. Auflage Grafenau 1972
- Die mittelalterlichen Geschichtsschreiber des Prämonstratenserordens, Dissertation München 1970
- Die Kollegiat- und Kanonissenstifte in Bayern. Poppe-Verlag Windberg 1973
- Die kleineren Orden in Bayern und ihre Klöster bis zur Säkularisation. Poppe-Verlag Windberg 1974
- Kloster Windberg. Studien zu seiner Geschichte. Poppe-Verlag Windberg 1977
- Windberg. Ein Führer durch Geschichte und Kunst. Hannes Oefele Verlag, Ottobeuren, 2. Auflage 1978
- Aus dem Tagebuch eines Mönches. Pfaffenhofen 1978. 2. Auflage: Grafenau 1982
- Die Geschichte des Prämonstratenserordens. Morsak-Verlag Grafenau 1984

### Aufsätze
- Neues zur Mühlhieslfrage. In: Der Bayerwald, I, 1954, S. 18–21
- Ein neues Ordensideal. In: Entschluß., Monatsschrift für aktives Christentum, 25. Jg. Nr. 3, Wien 1969, S. 126–129.
- Prophetie am Beispiel des bayerischen Waldpropheten. In: Straubinger Kalender, 1983, S. 67–76

## Ehrungen
- 1963 Mitgliedschaft in der Görres-Gesellschaft
- 1971 Bundesverdienstkreuz I. Klasse
- 1978 Josef-Schlicht-Medaille für besondere kulturelle Verdienste um den Landkreis Straubing-Bogen
- 1982 Verdienstmedaille Bene merenti in Silber der Bayerischen Akademie der Wissenschaften